# Vincent Bueno
Vincent Mendoza Bueno (Viena; 10 de diciembre de 1985) es un cantante y compositor austríaco-filipino. El 12 de enero de 2008, se convirtió en el ganador del programa de ORF "Musical! Die Show" (Musical! The Show), un concurso musical difundida por una cadena de televisión austriaca. Comenzó a bailar a la edad de cuatro años. Más adelante, cantó y actuó en un concierto de Sarah Geronimo en Viena. El 18 de enero de 2008, Vincent declaró ante los medios que quería probar suerte en el mundo del espectáculo de Filipinas, e hizo su primera actuación en una canal de televisión filipina difundida por ASAP XV el 29 de agosto de 2010. Sin embargo, regresó a Austria el 14 de septiembre de 2010 y confirmó su regreso a Filipinas a principios de 2010 en el mes de noviembre.

## Educación
Vincent se graduó en el campo de la música y demostró su talento en el centro artístico del Conservatorio de Música de Viena. También fue creador de la canción de R & B. También tomó cursos especiales de actuación, canto y baile. A la edad de 11 años, fue capaz de acostumbrarse a cuatro instrumentos musicales - piano, guitarra, batería, guitarra y bajo. Su padre era además un antiguo vocalista.
En sus obras y actuaciones ha versionado en diferentes idiomas como en tagalo, además en alemán e inglés.

## Carrera artística

### MUSICAL! Die Show
Vincent derrotó a Eva Klikovics y Gudrun Ihninger de 10 concursantes y finalistas, y ganó el primer premio de 50.000 euros (3 millones de dólares), además obtuvo la oportunidad de denominarse como "de toda la vida". Presentó su primera canción titulada "Grease Lightning" (de la versión  musical Grease), y luego el tema musical "de la Noche" (de El Fantasma de la Opera). Además obtuvo el 67 por ciento de los votos en victoria, de los espectadores en Austria y en otros países vecinos. Un 37 por ciento también recibió la segunda victoria de Eva Klikovics, mientras que Gudrun Ihninger fue retirado, y quedó en tercer lugar. Los programas de televisión como un concurso de talento fue tomado en la capacidad para unirse a la danza y al teatro de exhibicionismo, que también fue condenado por los espectadores a través de los SMS.

### Festival de Eurovisión
En 2019, tras haber sido corista de Nathan Trent dos años antes, el artista fue confirmado por ORF como el representante de Austria en el Festival de Eurovisión 2020, que se habría celebrado en Róterdam (Países Bajos), con la canción «Alive». Sin embargo, el festival fue cancelado debido a la pandemia de COVID-19. Por esta razón, la televisión pública austríaca lo seleccionó internamente para representar al país en Eurovisión 2021 con el tema «Amen».